# 라파엘 1세
라파엘 1세(Rafael I, 1639년 5월 29일 ~ 1674년 8월 12일)는 17세기 콩고 왕국의 마니콩고이다.

## 생애
알바루 7세 군주의 적손(嫡孫)이자 페드루 3세 군주의 사촌 형인 그는 1656년 결혼한 이후 자신의 사저(私邸)에서 요리사(料理師)로 활약하다가 1668년 1월 18일을 기하여 요리사를 그만두고 같은 해 1668년 2월 29일을 기하여 콩고 군주국 총수상 직책에 발탁되어 콩고 군주국 총수상(총리)을 거쳐 1670년 8월 28일을 기하여 콩고 군주 보위 등극하였으며 즉위하자마자 총수상(총리) 제도를 폐지하였는데 2년여만에 갑자기 병이 들자 1672년 1월 29일을 기하여 친가 촌수로 방계 친가 친척이자 처가 촌수로 처형부(妻兄夫, 손윗동서)인 아폰수 공을 후계공(後繼公)으로 책봉하였다. 후계공으로 책봉된 손윗동서 아폰수 공은 16세기 콩고 군주 아폰수 1세(Alfonso I)의 직계 서손(庶孫)이기도 하였다.
1년 4개월 후 1673년 5월 25일을 기하여 라파엘 1세 군주 그가 후계공에게 선위하여 아폰수 후계공이 아폰수 3세로 보위 등극하였으며 라파엘 상왕의 자녀 1남 3녀(4남매)는 결국 왕위계승권 자체에서 멀어졌다. 1년 3개월 후 1674년 8월 12일을 기하여 라파엘 상왕(Rafael 上王) 그가 향년 35세로 훙서(서거)하여 아폰수 3세 군주가 친히 명하여 콩고 군주국 국장(國葬)으로 장사를 치렀다.